# Qaraqocalı (Kürdəmir)
Qaraqocalı è un comune dell'Azerbaigian situato nel distretto di Kürdəmir.